# Ladislao de Gauss
Ladislao de Gauss (Budapest, 6 luglio 1901 – Trieste, 2 febbraio 1970) è stato un pittore, pubblicitario, illustratore, e figurinista italiano.
De Gauss è stato uno dei padri delle immagini della moderna pubblicità avanguardista europea.

## Biografia
Ungherese di nascita, di famiglia nobiliare, Ladislao de Gauss, è un pittore pioniere dell'avanguardia europea.
Diviene presto il rappresentante primario delle avanguardie del XX secolo, dopo essersi laureato all'Accademia di Belle Arti di Budapest. Ha vissuto a Venezia e Trieste, dove è stato professore all'Università statale. 
Nel 1936 ha partecipato alla Biennale di Venezia come rappresentante dell'Ungheria.
Dipinse anche con olio e acquerelli, i motivi della natura morta, le case e le strade della periferia di Fiume, i paesaggi ortodossi, i marinai e le vite dei pescatori, ma divennero noti soprattutto i suoi paesaggi marini. De Gauss crea dipinti murali, foto artistiche, grafica e illustrazioni. 
I mosaici delle pareti laterali della chiesa del Sacro Cuore di Fiume e della Chiesa di Ognissanti sono stati da lui realizzati.

## Мusei
- MMSU — Museo di Arte moderna e contemporanea (Fiume)
- Quadreria del Palazzo del Quirinale, Roma[1]
- Galleria nazionale della Slovenia[2][3]
- Museo Revoltella[4]

## Mostre
Ladislao De Gauss ha partecipato a mostre in diversi paesi europei per più di mezzo secolo.
- 1925 Mostra Nazionale Marinara, Roma
- 1927 Mostra Nazionale Marinara, Roma
- 1927 Circolo Artistico di Trieste
- 1936 La Biennale di Venezia XX Esposizione internazionale d'arte
- 1943 Trieste
- 1944 Francoforte, Germania
- 1945 Amburgo, Germania
- 1946 Oslo, Norvegia
- 1954 Buenos Aires, Argentina